# الخطوط الجوية التشادية
الخطوط الجوية التشادية هي شركة الطيران الوطنية في تشاد، تتخذ من مطار انجمينا الدولي مركزا لعملياتها، وهي تُشغل رحلات جوية تجارية داخلية في تشاد، ورحلات دولية إلى الدول المجاورة.

## تاريخ
تم إطلاق الخطوط الجوية التشادية بعد توقيع إتفاقية بين الحكومة التشادية التي ستمتلك حصة 51% من الشركة وبين الخطوط الجوية الإثيوبية التي ستحصل على حصة 49%. وهي إستراتيجية جديدة للخطوط الجوية الإثيوبية تهدف من خلالها فتح شركات طيران في دول إفريقية وتكون تابعة لها، لتوسيع عمليات الشركة بإفريقيا، كما هو الحال بالنسبة للخطوط الجوية المالاوية، وأسكاي، والخطوط الجوية الغينية.

## الوجهات
تشغل الخطوط التشادية رحلات جوية تجارية إلى الوجهات التالية:
| المدينة    | الدولة                 | المطار                       | ملاحظات       |
| ---------- | ---------------------- | ---------------------------- | ------------- |
| انجمينا    | تشاد                   | مطار انجمينا الدولي          | مركز العمليات |
| أبشي       | تشاد                   | مطار أبشي                    |               |
| موندو      | تشاد                   | مطار موندو                   |               |
| سارة       | تشاد                   | مطار سارة                    |               |
| فايا لارجو | تشاد                   | مطار فايا لارجو              |               |
| بانغي      | جمهورية أفريقيا الوسطى | مطار بانغي مبوكو الدولي      |               |
| دوالا      | الكاميرون              | مطار دوالا الدولي            |               |
| كانو       | نيجيريا                | مطار مالام أمينو كانو الدولي |               |

## الأسطول
| الطائرات         | في الخدمة |
| ---------------- | --------- |
| بومباردييه داش 8 | 2         |